# 意大利式建筑

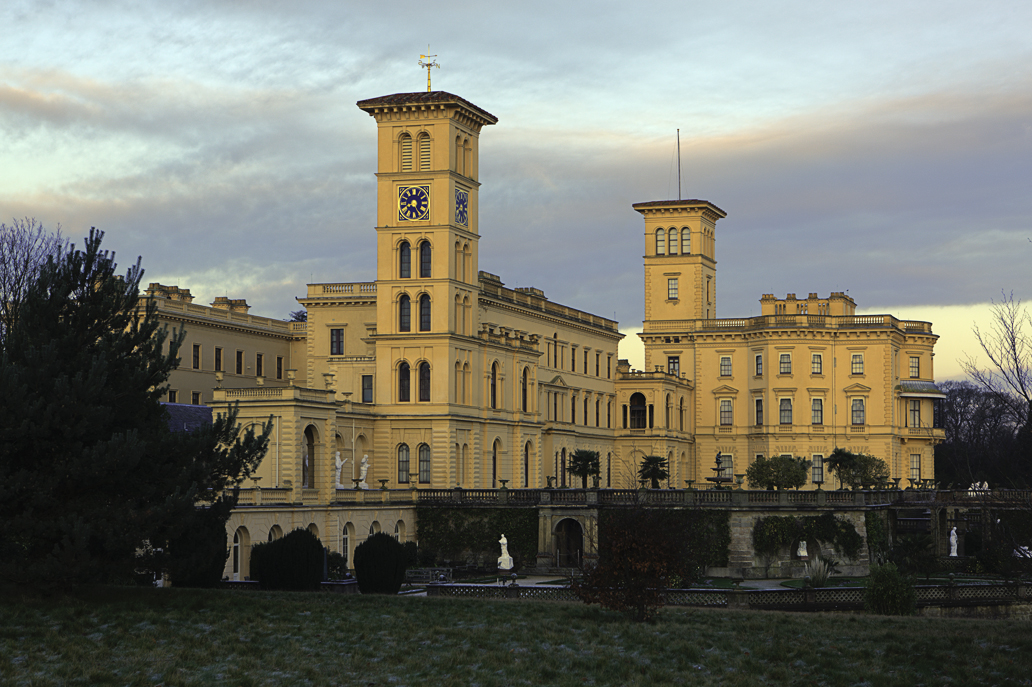
英格兰奥斯博恩庄园（建于1845年至1851年）是一座典型的意大利式建筑，托座飞檐和钟楼、观景台为其典型特征

意大利式建筑（Italianate style）是古典建筑在19世纪的一个发展阶段，建筑语言来自意大利文艺复兴建筑。它产生于英国，1802年约翰·纳什建造的别墅克朗克希尔（Cronkhill）是第一座意大利式建筑，建筑师查尔斯·巴里在1830年代将其进一步推广开来，影响达到欧洲北部和大英帝国治下的其他地区，1840年代末期到1890年在美国也很受欢迎。